# 趙英光
趙英光或譯趙榮光（韓語：조영광），韓國知名電視劇導演。

## 作品

### 電視劇
- 2009年：SBS《Dream》
- 2009年：SBS《天使的誘惑》
- 2011年：SBS《49天》
- 2013年：SBS《野王》
- 2013年：SBS《好好長大的女兒荷娜》
- 2015年：SBS《海德、哲基爾與我》
- 2017年：SBS《被告人》
- 2018年：SBS《胸腔外科-盜取心臟的醫生們》
- 2021年 ：SBS《Racket少年團》

## 外部連結
- NAVER搜索 （页面存档备份，存于）